# Hans Paul (Paparazzo)
Hans Paul (* 1954 in Bardowick bei Lüneburg) ist ein deutscher Paparazzo.

## Leben
Paul erlernte nach der Volksschule den Beruf eines Fotolaboranten. Dann fuhr er ein Jahr zur See und als Anhalter einmal quer durch die USA. Später arbeitete er in Südamerika, unter anderem in einer Stahlfabrik in Venezuela. Er arbeitete auch in einem Kibbuz in Israel und in Kupferminen in der Negev-Wüste. Zurück in Deutschland bereitete er für Boulevardblätter Enthüllungsgeschichten auf. Er verließ Deutschland, kehrte Mitte der 1990er Jahre aber wieder zurück. Es gelang ihm, Fotos von Michael Schumacher und aus der Gefängniszelle Peter Grafs zu beschaffen. Die hohen Geldbeträge für derartige Fotos von Prominenten ließen ihn endgültig die Tätigkeit eines Paparazzos ergreifen. Ab 1998 lebte Paul in Los Angeles, schoss dort Fotos von Hollywood-Stars und anderen Prominenten. 2013 arbeitete er im australischen Sydney. Er ist Inhaber einer Fotoagentur und beschäftigt Fotografen weltweit. 

## Kontroversen
Bei einem von Paul beauftragten Paparazzo-Einsatz gegen Herbert Grönemeyer kam es 2014 zu körperlichen Auseinandersetzungen zwischen den zwei Fotografen und der Familie Grönemeyers. Ende 2024 ging Lena-Meyer Landrut juristisch gegen Pauls Agentur wegen aus einem Hinterhalt aufgenommener Fotos vor, die sie mit ihrem Kind zeigen. Sie waren von Bild veröffentlicht worden und tragen den Namen Hans Paul.

## Publikationen
- Erwischt! Der Promi-Jäger von Hollywood packt aus. Riva, München 2008, ISBN 978-3-936-99474-2